# Mesorhabdus annectens
Mesorhabdus annectens är en kräftdjursart som beskrevs av Georg Ossian Sars 1905. Mesorhabdus annectens ingår i släktet Mesorhabdus och familjen Heterorhabdidae. Inga underarter finns listade i Catalogue of Life.